# ヴィーラ・パーンディヤ・カッタボンマン

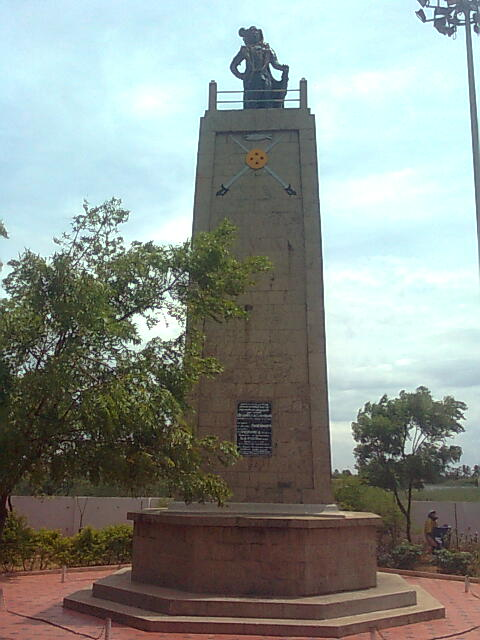
ヴィーラ・パーンディヤ・カッタボンマンの銅像

ヴィーラ・パーンディヤ・カッタボンマン（タミル語：வீரபாண்டிய கட்டபொம்மன், Veera Pandiya Kattabomman, 1760年1月3日 - 1799年10月16日）は、南インドのタミル地方、パンチャーランクリッチのパーライヤッカーラル。イギリスの支配に抵抗した人物の一人で、一般的にはカッタボンマンと呼ばれる。

## 生涯
1760年1月3日、ヴィーラ・パーンディヤ・カッタボンマンは誕生した。
父のアーディ・カッタボンマンはアーンドラ地方からタミル地方のティルネルヴェーリ方面に移住した人物であり、もともとの名をボンムといった。彼は勇猛な戦士であり、彼はテルグ語で「力強いボンム」を意味する「ゲッティボンム」の名で呼ばれていた。この地域の人々にはタミル語訛りである「カッタボンマン」として知られていた。アーディ・カッタボンマンとは「カッタボンマン家の始祖」を意味する。
18世紀中葉、アーディ・カッタボンマンはアラヒヤ・ヴィーラパーンディヤプラムを拠点とするパーンディヤ朝の流れをくむパーライヤッカーラル、ジャガ・ヴィーラ・パーンディヤンに大臣として仕えていた。だが、主君が後継者なく没したのち、彼がパーライヤッカーラルの地位を継承した。彼はまた、アラヒヤ・ヴィーラパーンディヤプラムに代わる砦としてパンチャーランクリッチを築いた。
1790年2月2日、父アーディ・カッタボンマンの後を継いでパーライヤッカーラルとなった。
18世紀末、当時のタミル地方を支配していたカルナータカ太守は、すっかりイギリスのインドにおける傀儡政権と成り下がっていた。そうしたため、1798年にカッタボンマンは自分の領地の租税滞納問題をめぐってイギリスと衝突した。カッタボンマンは再三にわたる税の支払いを拒否し、イギリスの徴税官と会見に及んだ際には暴力沙汰となった。
1799年5月、最期までイギリスの支配に抵抗していたマイソール王ティプー・スルターンが第四次マイソール戦争により死亡し、マイソール王国が藩王国となり、南インドは完全にイギリスの支配下となった。カッタボンマンはマイソール戦争終結後、すぐさまシヴァガンガイのパーライヤッカーラルと結び挙兵し、ティルネルヴェーリ方面を占領、イギリスに従順なシヴァギリのパーライヤッカーラルを威嚇した（ポリガール戦争）。
だが、イギリスはマイソール戦争に勝利したばかりで、カッタボンマンの行動を反乱と見なして、すぐさま兵を派遣して攻撃を加えた。パンチャーランクリッチの砦は包囲、攻撃されたが、カッタボンマンは頑強に抵抗し、イギリス側は退却を迫られたるほどだった。
カッタボンマンは砦が砲撃に耐えられないことを悟り、イギリスが退却したのを見て、すぐさま砦を離れた。カッタボンマンは砦を出たのち、プドゥコーッタイのパーライヤッカーラルのもとに逃げた。
たが、同年10月1日にカッタボンマンはプドゥコーッタイ側の裏切りにあってイギリスに引き渡され、同年10月16日に絞首刑に処された。イギリスは謝罪を条件として釈放の提案をしたものの、彼は即座に拒否し、絞首刑に臨んだともいわれている。

## 死後

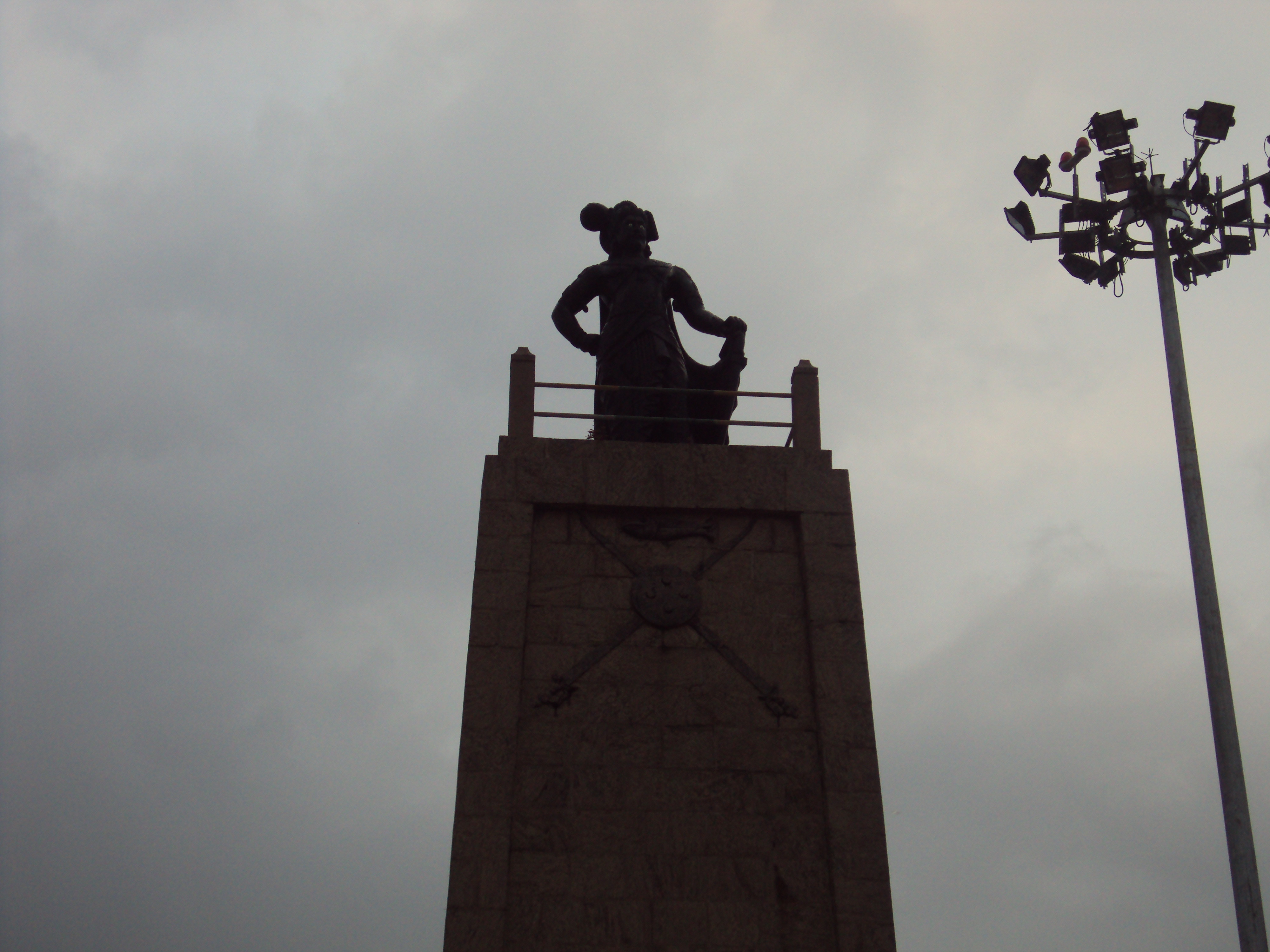
ヴィーラ・パーンディヤ・カッタボンマンの銅像

また、カッタボンマンの弟ウーマイドゥライと一族はイギリスによって投獄されてしまった。だが、1801年2月にウーマイドゥライは脱獄し、地元の人々を集めて挙兵した際には、パーライヤッカーラルの大規模な反乱となった。だが、ウーマイドゥライは戦いに敗れたのち、10月に捕えられ、11月に処刑された。
カッタボンマンの抵抗は地元の人々に伝承として受け継がれ、のちに20世紀にインド独立運動が起こると、彼は南インドの英雄として敬意の念を集めた。インド大反乱に先立つ反映闘争の口火を切った闘争として、その歴史的意義も大きいとされるしかし、カッタボンマンは自身の権益を守るためにイギリスの植民地支配に闘争しただけで、その単なる犠牲者にすぎないという見解もある。
それでも、インド独立後、カッタボンマンの銅像がマドゥライのバス・ターミナルの前に立てられたりするなど、南インドでは今でも愛国者とされている。
パンチャーランクリッチの村では毎年8月から9月にかけて、遺徳をたたえる「カッタボンマン祭り」がおこなわれている。
1986年にティルネルヴェーリ県が2分割された際、チダンバラナール県とネッライ・カッタボンマン県に分かれたが、後者は彼にちなんで名付けられたものである。また、1999年にはカッタボンマンの肖像の3ルピー切手が発行されている。